# Network cloaking
Em segurança de computadores, network cloaking (em português encobrimento de rede ou camuflagem de rede) é uma tentativa de fornecer segurança sem fio pela ocultação do nome da rede (service set identifier), para que não seja propagado (broadcasting) publicamente. Muitos roteadores vêm com esta opção como um recurso padrão no menu de configuração acessado através de um navegador web. Apesar do cloaking rede poder impedir que alguns usuários inexperientes obtenham acesso ao seu PA, para esta classe de usuários, a camuflagem de rede é menos eficaz do que usar WEP estático (que por si só é vulnerável). Ferramentas como o inSSIDer, NetStumbler e Kismet fornecem virtualmente a qualquer um a capacidade de "encontrar" o suposto nome da rede "escondida". Se o objetivo é proteger sua rede, utilize o WPA ou preferencialmente o WPA2.